# 光州女子中学生集団性暴行事件
光州女子中学生集団性暴行事件（クァンジュじょしちゅうがくせいしゅうだんせいぼうこうじけん）とは大韓民国光州広域市で起きた女子中学生に対する集団性的暴行、強姦事件。
2007年3月に連行した高校生19人と中学生6人による女子中学生に対する集団性暴行について記す。光州25人集団強姦事件とも。

## 事件の経緯
2006年8月ごろ、被害者である女子中学生は、インターネットチャットで近所に住む男子高校生（高校1年）と対話していた際に、性行為を求められて拒絶した。すると、チャットの恥ずかしい対話内容を暴露すると脅迫され、会いに行くと学校のトイレで強姦された。
2006年11月に、男子生徒は再び強姦した事実を暴露すると脅迫し、友人と一緒に複数回にわたり集団で強姦した。
強姦した噂を聞いた別の男子生徒が被害者に接近し、友人2人と一緒に強姦した。
大きな心的外傷を受けた被害者は、友人に「死にたい」と心境を打ち明け、友人が警察に通報して事件が発覚した。
被害者は2006年8月から2007年2月まで、男子中高生25人から、加害者の自宅、学校のトイレ、ビルのトイレなどで、性的暴行を受けていた。